# Het slot (roman)

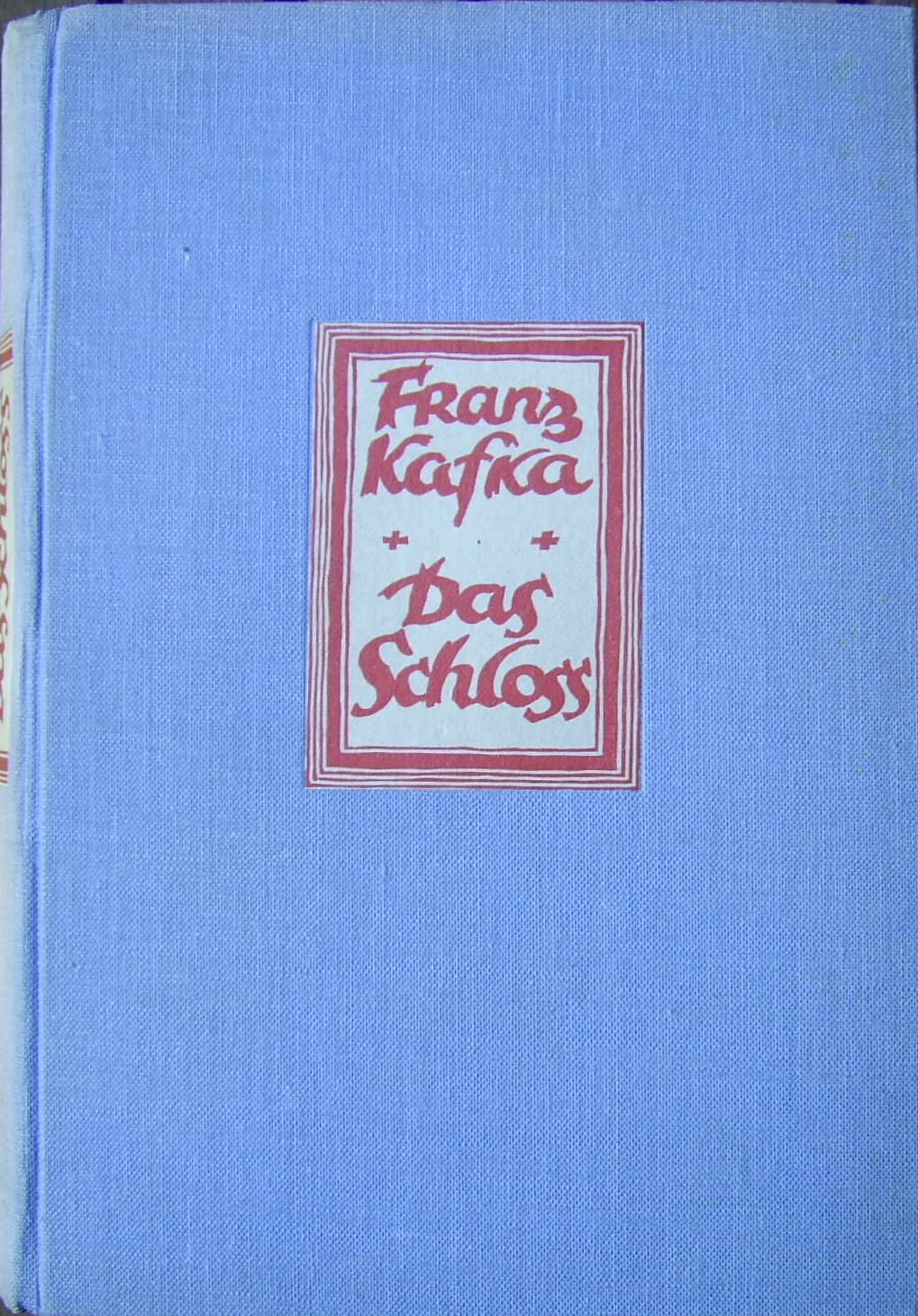
Eerste druk van Das Schloss, 1926

Het slot ook: Het kasteel (Duits: Das Schloss) is naast Het proces en Amerika een van de drie onvoltooide Duitstalige romans van de Tsjechische schrijver Franz Kafka, geschreven in 1922 en in 1926 postuum gepubliceerd door Kafka’s vriend en biograaf Max Brod. Het boek wordt beschouwd als een van de eerste grote modernistische romans uit de wereldliteratuur.

## Intrige
Het slot vertoont veel analogie met Kafka’s ander werk, met name met Het proces. Het slot (de burcht) fungeert in deze roman als de hogere instantie. Landmeter K. roept de hulp in van het meisje Frieda, de minnares van een van de slotheren, om toegang te krijgen tot ‘het slot’. Hij wil rechtvaardiging krijgen voor zijn aanwezigheid in het door het slot totaal gecontroleerde dorp en beroepsmatige (existentiële) erkenning. Het meisje weigert en verbreekt haar verhouding met K. Toch lukt het K. uiteindelijk iemand van het slot bereid te vinden tot een gesprek. Daarin zou hij officieel toestemming hebben gekregen om in het dorp te blijven, maar de boodschap ontgaat hem omdat hij van uitputting in slaap valt (en volgens Brod uiteindelijk zal sterven).

## Typering
Net als veel ander werk van Kafka wordt ook Het slot getypeerd door zijn symbolisch-allegorische karakter, kenbaar aan de naamgeving van de personages, hun uiterlijk, hun stereotiep gedrag, hun schijnbare verwisselbaarheid, aan de irreële landschappen, monstrueuze gebouwen, duistere kamertjes en verstoorde tijdsaspecten. De absurdistische werking wordt versterkt door de minutieuze beschrijving in een droge, zakelijke stijl en door de afstandelijke, soms ironische verteltrant, die in sterke tegenstelling staat tot de wereld die hij beschrijft.

## Edities en vertalingen

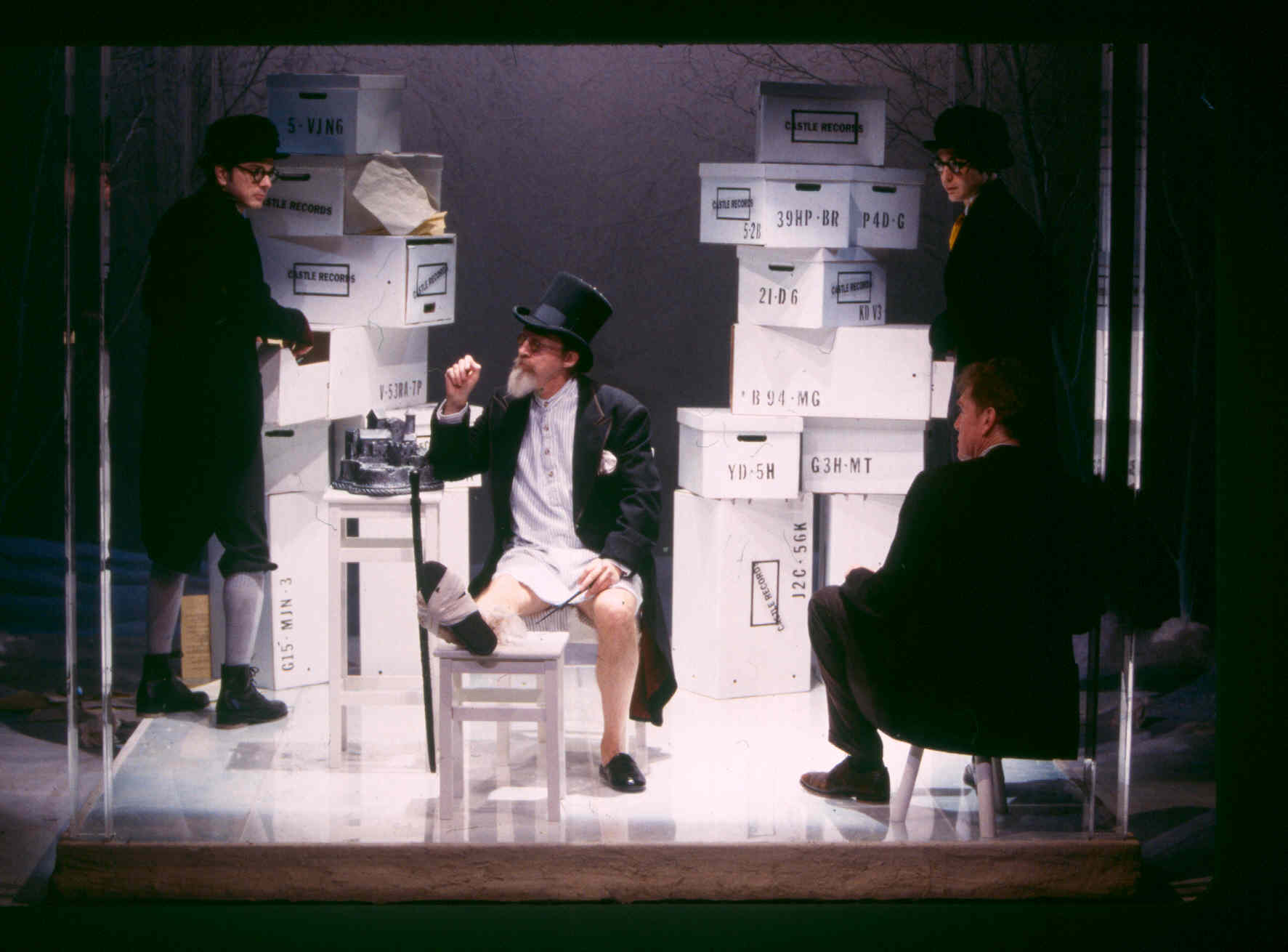
(v.l.n.r.:) Grant Varjas, Raynor Scheine, Jim Parsons en William Atherton in Fishelson's toneeluitvoering van Het slot in het Manhattan Ensemble Theatre, januari, 2002.

Kafka's manuscript werd in 1926 postuum uitgegeven door Kurt Wolff Verlag in München. In deze eerste editie, die bezorgd was door Max Brod, waren verschillende passages weggelaten. In 1935 volgde een Berlijnse editie (Schocken Verlag), die wel compleet was. Een derde editie verscheen in 1951 bij Fischer Verlag in Frankfurt. Ook deze beide edities waren door Max Brod bezorgd. 
In 1982 volgde, eveneens bij Fischer, een kritische editie, bezorgd door Malcolm Pasley, gebaseerd op het oorspronkelijke manuscript, waarvan vooral opbouw en de interpunctie afweek van de tot dan toe verschenen versies.
De eerste vertalingen van het boek verschenen in de jaren dertig: in 1930 een Engelse (vertaald door Willa en Edwin Muir), in 1935 een Tsjechische (Pavel Eisner) en in 1938 een Franse (Alexandre Vialatte). De eerste Nederlandse vertaling, gebaseerd op Brods tweede editie, kwam in 1950 uit en was van de hand van Guus Sötemann. Deze werd uitgegeven door de Amsterdamsche Boek- en Courantmij en later door Querido heruitgegeven. In 1999 verscheen bij Athenaeum - Polak & Van Gennep een nieuwe vertaling, gebaseerd op de kritische editie, van de hand van Willem van Toorn en Gerda Meijerink.

## Trivia
- Er is altijd veel gespeculeerd over de reële locatie van het slot. De voor de hand liggende lijkt dat het gaat om de Praagse burcht, die het stadsbeeld domineert. Meer nog misschien komen in aanmerking het kasteel in het geboortedorp van Kafka's vader, Osek, of het barokke kasteel in Friedland dat Kafka in 1911 bezocht.
- Het slot werd meerdere malen verfilmd, de laatste keer in 1997 door Michael Haneke.
- Het slot werd in 1999 verkozen bij de 10 beste Duitstalige romans van de twintigste eeuw.
- De opera Das Schloss van de Belgische componist André Laporte is gebaseerd op Het slot.